# Tiemacèwè Bozo jezik
Tiemacèwè Bozo jezik (ISO 639-3: boo; boso, tié, tiema ciewe, tièma cièwè, tiemacewe, tièmacèwè), jezik kojim u Maliju govori oko 2 500 ljudi (1991) u administrativnom okrugu (cercle) Youwarou; sela: Enghem (Enguem; 831 govornik), Aouré (Aoré; 1 315 govornika) i Kamago Sébi.
Jedan je od tri istočnih boso jezika, šira skupina mande jezici|mande. Leksički mu je najbliži tiéyaxo bozo [boz], 60%. U upotrebi su i maasina fulfulde [ffm] ili songhay [hmb].

## Vanjske poveznice
- Ethnologue (14th)
- Ethnologue (15th)